# Jagdpanzer Jaguar 1
Jagdpanzer Jaguar 1 byl německý stíhač tanků. Spolu s bojovým vozidlem pěchoty Marder a Kanonenjagdpanzer patřil mezi úspěšné projekty SRN. Vozidla Jagdpanzer Jaguar 1 používá jen německá armáda.